# 蜻蛉日記

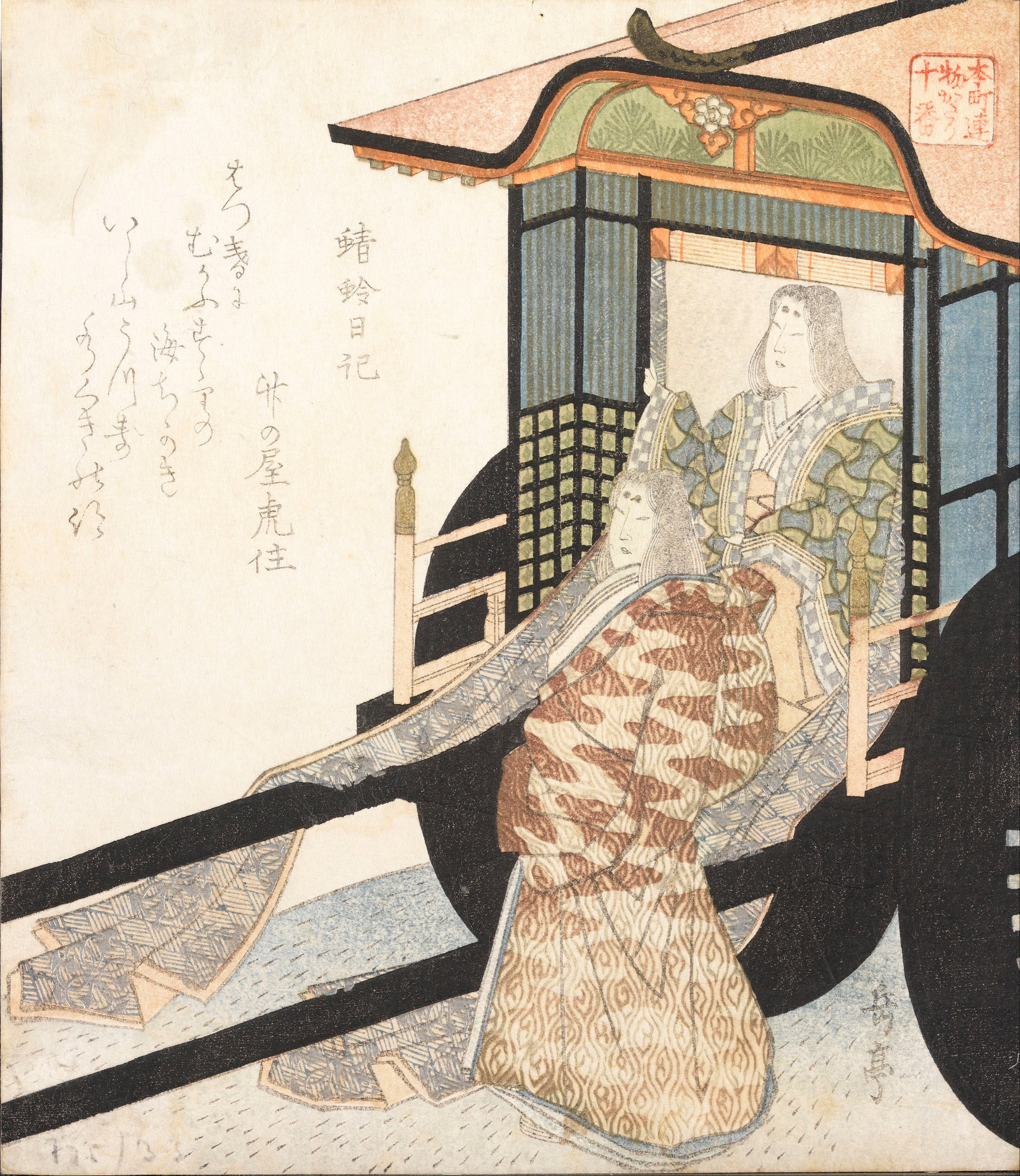
蜻蛉日記（岳亭春信画）

『蜻蛉日記』（かげろうにっき、かげろうのにっき、かげろうにき）は、平安時代の女流日記文学。作者は藤原道綱母。天暦8年（954年） - 天延2年（974年）の出来事が書かれており、成立は天延2年（974年）前後と推定される。上中下の3巻よりなる。題名は日記のなかの文「なほものはかなきを思へば、あるかなきかの心ちするかげろふの日記といふべし」より。

## 概要
夫である藤原兼家との結婚生活や、兼家のもうひとりの妻である時姫（藤原道長の母）との競争、夫に次々とできる妻妾について書き、また唐崎祓・石山詣・長谷詣などの旅先での出来事、上流貴族との交際、さらに母の死による孤独、息子藤原道綱の成長や結婚、兼家の旧妻である源兼忠女の娘を引き取った養女の結婚話とその破談についての記事がある。藤原道綱母の没年より約20年前、39歳の大晦日を最後に筆が途絶えている。
歌人との交流についても書いており、掲載の和歌は261首。なかでも「なげきつつひとりぬる夜のあくるまはいかに久しきものとかは知る」は百人一首にとられている。女流日記のさきがけとされ、『源氏物語』はじめ多くの文学に影響を与えた。また、自らの心情や経験を客観的に省察する自照文学の嚆矢ともされている。
なお兼家に対する恨み言を綴ったもの、ないし復讐のための書とする学者もあるが、今西祐一郎は、兼家の和歌を多数収めているので、兼家の協力を得て書いた宣伝の書ではないかという説を唱えている。

## あらすじ
天暦8年（954年）秋　兼家と和歌の贈答がある。
　　9年　道綱が生まれる。9月　兼家は他の女に通い始める。10月　嘆きつつ一人寝る夜のの歌。
天徳元年（957年）　兼家の女が子を産んだと聞き嫉妬する。兼家から頼まれた衣を縫わずに返す。いさかいが絶えない。
　　2年　兼家の女が捨てられたと聞きよろこぶ。
このころから自然美に眼を開く。
康保元年（964年）　母を亡くし、悲しさのあまり、道綱を連れて山にこもる。
　　2年　母の一周忌の法事を、ありし山寺で行なう。この秋、頼もしき人の遠くにいくを送る。
　　3年　春3月、をば君の病が重くなり、山寺に上る。とある夕べ、をば君を山寺に訪れ、しめやかに語らう。5月、兼家と双六をうち、勝って物見に出ると約束する。秋、ふとしたいさかいの果てに、兼家を怒らせる。
　　4年　6月、村上天皇の崩御、兼家はまもなく蔵人頭になる。天皇の寵愛あつかった女御に同情の和歌を送る。7月、兵衛佐という人が山に上って法師になり、若い美しい妻もその後を追って尼になると聞き、同情の和歌をその尼に送る。
安和元年（968年）　9月、初瀬に行く。
　　2年　正月、兄とこといみなどして遊ぶ。3月3日、節供など試み、ここかしこの人を招く。3月25、6日のころ、西の宮の大臣高明の流罪を悲しむ。6月15日、兼家は御嶽詣を思い立ち、道綱を連れて出発する。愛児の旅路の安泰を祈る。
天禄元年（970年）　3月10日のほど、内裏で賭弓のこと。道綱がそのなかに加わり、勝ったことを聞き喜ぶ。6月、唐崎に祓いに向かう。兼家の愛がしだいにうすらぐ。7月、亡母の盆のこと。石山の10日ばかりこもる。11月、道綱元服。12月、人の心は次第に遠ざかりていわむ方もない。
　　2年　正月元日、兼家来ず。近江という女のもとに通うといううわさ。2日ばかりして兼家が来るが、ものも言わない。2月、呉竹を庭に植えて寂しさを慰める。4月、道綱と長精進を始めようと思う。このころいちじるしく感傷的になる。6月、西山に渡る。兼家は迎えに来るが従わない。とある日、たのもしき人のためにむりやり連れられて京都に帰る。ふたたび初瀬に思い立つ。10月20日、屋根におく霜の白さに驚きの目を見張る。12月、雨の激しく降る日、兼家が来る。愛児の成長を見て母らしい喜びを味わう。25日、つかさめしに兼家は大納言になる。3月詩人らしい眼で春を見る。かつて兼家の通ったことのある源宰相兼忠の女の腹に、美しい姫君のあると聞き、その姫君を迎え、養女としようとする。6月、庭をはく翁の言葉に、詩人らしい耳を傾ける。
天延元年（974年）　2月、紅梅の枝を兼家に送る。9月、中川に遊ぶ。12月、田上に詣でる。祓殿のつららに驚きの眼をはなつ。
　　2年　正月15日、道綱の雑色の男の子らが儺をして騒ぐ。2月、右馬頭が養女に懸想し、作者にとりなしを頼む。11月、臨時の祭の日、ひそかに物見に出て、貴公子らしくふるまっている道綱の姿を見て父が衆人の中で面目を施しているのを見る。

## その他
2008年、ペルー日系人協会により、原文からスペイン語に訳された初の完訳本が出版された。
- Hiroko Izumi Shimono[下野 泉]とIván Pinto Románによるスペイン語全訳 Apuntes de ua Efimera - la Asociación Peruano Japonesa (ISBN 978-9972-9205-4-7)

### 関連文献
- 与謝野晶子 訳『現代語訳 国文学全集』非凡閤、1938年 
  - 新版『蜻蛉日記』平凡社ライブラリー、1996年
- 円地文子 訳『古典日本文学全集8 王朝日記集』筑摩書房、1960年
  - 新版『蜻蛉日記　和泉式部日記』ちくま文庫、1992年
- 原岡文子監修、佐々木守脚色、小坂部陽子画『マンガ蜻蛉日記』（平凡社、1994年）
- 川村裕子 訳『蜻蛉日記　現代語訳付き』（角川ソフィア文庫（上中下）、2003年）